# .Mac
.Mac (pronunciado e, por vezes escrito como "Dot Mac") é um grupo de serviços online oferecidos pela Apple Inc. principalmente para os usuários de seu sistema operacional o Mac OS X, embora um limitado subconjunto dos recursos (antigamente) estarão disponíveis para as outras plataformas. Originalmente um serviço gratuito oferecido exclusivamente para os usuários do Mac OS agora um serviço pago conhecido como Mobile Me com grande varidade de recursos quase tanto quanto o Windows Live, pois apresenta email, mensageiro instantâneo (iChat), compartilhador de fotos, calendário e outros serviços, ganhou popularidade por causa do iPhone.